# Большие Клочки
Большие Клочки — деревня в Селижаровском муниципальном округе Тверской области.

## География
Находится в западной части Тверской области на расстоянии приблизительно 22 км на юг по прямой от административного центра округа поселка Селижарово.

## История
Деревня была показана ещё на карте 1825 года. В 1859 году здесь (деревня Осташковского уезда Тверской губернии) было учтено 16 дворов, в 1939 — 32. До 2020 года входила в состав Оковецкого сельского поселения Селижаровского района до их упразднения.

## Население
Численность населения: 111 человек (1859 год), 27 (русские 96 %) в 2002 году, 17 в 2010.